# Brakefieldia decira
Brakefieldia decira is een vlinder uit de familie van de Nymphalidae, uit de onderfamilie van de Satyrinae. De soort is voor het eerst wetenschappelijk beschreven als Mycalesis decira door Carl Plötz in een publicatie uit 1880.
De soort komt voor in Guinee, Liberia en Ghana.